# Kamerun na Mistrzostwach Świata w Lekkoatletyce 2009
Kamerun na Mistrzostwach Świata w Lekkoatletyce 2009 – reprezentacja Kamerunu podczas czempionatu w Berlinie liczyła 2 zawodników. Żaden nie awansował do finału.

## Występy reprezentantów Kamerunu

### Mężczyźni
| Konkurencja | Zawodnik           | Kwalifikacje | Kwalifikacje | Finał         | Finał         |
| Konkurencja | Zawodnik           | Wynik        | Poz.         | Wynik         | Poz.          |
| ----------- | ------------------ | ------------ | ------------ | ------------- | ------------- |
| Trójskok    | Hugo Mamba-Schlick | 16,63 SB     | 21.          | Nie awansował | Nie awansował |

### Kobiety
| Konkurencja                | Zawodniczka         | Eliminacje | Eliminacje | Półfinał       | Półfinał       | Finał          | Finał          |
| Konkurencja                | Zawodniczka         | Wynik      | Poz.       | Wynik          | Poz.           | Wynik          | Poz.           |
| -------------------------- | ------------------- | ---------- | ---------- | -------------- | -------------- | -------------- | -------------- |
| Bieg na 400 m przez płotki | Carole Kaboud Mebam | 58,10      | 30.        | Nie awansowała | Nie awansowała | Nie awansowała | Nie awansowała |